# ABCC11
ABCC11（ATP结合盒转运体C亚家族11号成员）又叫MRP8（多药物抗性-相关8号蛋白），是从细胞内部运出一些分子的载体蛋白。在人类是由ABCC11基因编码的蛋白。
这个基因决定人类耳垢的类型（干或湿）和腋下體味（过度顶浆分泌造成的汗味）。